# Xylophrurus dentatus
Xylophrurus dentatus är en stekelart som först beskrevs av Taschenberg 1865.  Xylophrurus dentatus ingår i släktet Xylophrurus och familjen brokparasitsteklar. Inga underarter finns listade i Catalogue of Life.